# Серебряков, Николай Гаврилович
Никола́й Гаври́лович Серебряко́в (1913—1988) — советский лётчик бомбардировочной авиации, участник Гражданской войны в Испании, советско-финской и Великой Отечественной войн, Герой Советского Союза (7.05.1940). Генерал-лейтенант авиации (18.02.1958).

## Биография
Родился 21 мая 1913 года в деревне Пуковая (ныне — Алексинский район Тульской области). В раннем детстве с семьёй приехал в Тулу. После окончания средней школы № 4 города Тулы, работал слесарем на Тульском оружейном заводе. Окончил курсы счетоводов, работал в Туле на хлебозаводе, затем водопроводчиком. Учился в авиашколе пилотов Осоавиахима, окончил её в 1932 году.
В 1932 году был призван на службу в Рабоче-крестьянскую Красную Армию. В 1933 году окончил 2-ю Борисоглебскую военную авиационную школу лётчиков. Служил в 253-й авиационной бригаде, командовал звеном и авиаотрядом.
Участвовал в боях Гражданской войны в Испании с декабря 1937 года по 1938 год. Воевал на бомбардировщике СБ. Выполнил 113 боевых вылетов. В бою 28 января 1938 года совершил вынужденную посадку, но не пострадал. 6 марта 1938 года принимал участие в потоплении франкистского крейсера «Балеарес».
После возвращения из Испании майор Серебряков окончил Липецкие высшие авиационные курсы усовершенствования комсостава в 1939 году. В сентябре 1939 года назначен командиром 5-го отдельного смешанного (с начала 1940 года — скоростного бомбардировочного) авиационного полка ВВС Ленинградского военного округа.
Участвовал в советско-финской войне. 5-й отдельный скоростной бомбардировочный авиационный полк ВВС 14-й армии Мурманской группы ВВС под его командованием выполнил 567 боевых вылетов на бомбардировку скоплений боевой техники и живой силы противника, его важных объектов, нанеся ему большие потери. Лично выполнил 7 боевых вылетов, участвовал в одном воздушном бою. Отлично организовал боевые действия полка и подготовку материальной части для боевой работы в условиях Заполярья. Полк за отличия в боях был награждён орденом Красного Знамени.
Указом Президиума Верховного Совета СССР от 7 мая 1940 года за «умелое руководство боевыми действиями полка в сложных условиях Заполярья по уничтожению стратегических объектов врага и проявленные при этом отвагу и геройство» майор Николай Гаврилович Серебряков был удостоен звания Героя Советского Союза с вручением ордена Ленина и медали «Золотая Звезда» за номером 456.
С самого начала военных действий участвовал в боях Великой Отечественной войны. С июля 1941 года воевал в 58-м бомбардировочном авиаполку в ВВС Северного и Ленинградского фронтов. В конце 1941 года назначен командиром полка, который с конца сентября 1941 года находился на переформировании и перевооружении в Балашове. С июля 1942 года — заместитель командира 285-й бомбардировочной авиационной дивизии на Калининском и Западном фронтах, с декабря 1942 года — на Донском, Центральном и Воронежском фронтах, с апреля 1943 года — на Северо-Кавказском фронте. В 1943 году полковник Н. Г. Серебряков окончил Курсы усовершенствования командиров и начальников штабов авиационных дивизий при Краснознамённой Военно-воздушной академии. С января 1944 года — помощник и старший помощник генерала-инспектора по бомбардировочной авиации Главного штаба ВВС РККА. На этому посту постоянно вылетал в командировки в действующую армию, оказывал практическую помощь в освоении новой техники и в организации её применения в боевых действиях. Принимал личное участие в Белорусской и в Львовско-Сандомирской наступательных операциях, возглавляя группы бомбардировщиков тех полков, экипажи которых он обучал. За годы Великой Отечественной войны войны произвел 73 боевых вылета.
После войны продолжал службу в Советской армии. В 1952 году окончил Высшую военную академию имени К. Е. Ворошилова. Генерал-майор авиации (11.05.1949). Был командиром авиационной дивизии, командиром авиационного корпуса, начальником штаба Дальней авиации. 8 октября 1973 года генерал-лейтенант авиации Н. Г. Серебряков уволен в запас.
Проживал в Москве. Скончался 3 июля 1988 года, похоронен на Кунцевском кладбище Москвы.

## Награды
- Герой Советского Союза (7.05.1940)
- Два ордена Ленина (7.05.1940, …)
- Четыре ордена Красного Знамени (14.11.1938, 16.07.1942, 31.07.1944, …),
- Орден Александра Невского (2.06.1945)
- Два ордена Отечественной войны 1-й степени (26.07.1943, 11.03.1985)
- Орден Трудового Красного Знамени
- Три ордена Красной Звезды (22.02.1939, …)
- Медали СССР[2].

## Память
На школе № 4 города Тулы в честь героя установлена мемориальная доска.